# Società per l'Educazione Fisica Torres 1967-1968
Questa voce raccoglie le informazioni riguardanti la Società per l'Educazione Fisica Torres nelle competizioni ufficiali della stagione 1967-1968.

## Rosa
| N. |                   | Ruolo | Calciatore           |
| -- | ----------------- | ----- | -------------------- |
|    | Italia (bandiera) | A     | Francesco Bertolazzi |
|    | Italia (bandiera) | D     | Giammario Cadeddu    |
|    | Italia (bandiera) | C     | Costanzo Dettori     |
|    | Italia (bandiera) | C     | Antonello Cuccureddu |
|    | Italia (bandiera) | D     | Celestino Giovannini |
|    | Italia (bandiera) | C     | Dante Maiani         |
|    | Italia (bandiera) | C     | Melzi                |
|    | Italia (bandiera) | A     | Bruno Meneghetti     |

| N. |                   | Ruolo | Calciatore        |
| -- | ----------------- | ----- | ----------------- |
|    | Italia (bandiera) | D     | Alberto Missio    |
|    | Italia (bandiera) | D     | Gianni Morbidoni  |
|    | Italia (bandiera) | C     | Marco Morelli     |
|    | Italia (bandiera) | A     | Paolo Morosi      |
|    | Italia (bandiera) | C     | Oriano Nenci      |
|    | Italia (bandiera) | A     | Giovanni Piccotti |
|    | Italia (bandiera) | D     | Adriano Polesello |
|    | Italia (bandiera) | P     | Martino Zaccheddu |